# Domenico Acerbi
Domenico Acerbi (* 10. November 1842 in Venedig; † 30. August 1921 ebenda) war ein italienischer Dirigent, Musikpädagoge und Komponist.

## Leben
Domenico Acerbi erhielt seinen ersten an einem von Jesuiten geleiteten Waisenhaus in Venedig. Später studierte er Musik bei Nicolò Coccon (1826–1903) am Liceo Musicale Benedetto Marcello. Er war von 1867 bis 1877 Dirigent am Teatro La Fenice, 1893 am Teatro Politeama in Genua und an Theatern in vielen anderen italienischen Städten. 1904 bis 1906 dirigierte er am Teatro Nacional de São Carlos in Lissabon. Er wer Gesangsdozent am Liceo Musicale Benedetto Marcello in Venedig. Zu den Opern, die er am La Fenice dirigierte gehörten unter vielen anderen 1869 Belisario von Donizetti, 1876 die italienischen Fassungen von Hamlet von Ambroise Thomas und Les Huguenots von Meyerbeer sowie 1913 die Cavalleria rusticana von Pietro Mascagni.

## Werke (Auswahl)

### Musikalische Kompositionen
- Jesu corona Virginum für Tenor, Bass, Orgel, Chor und Orchester, 1861[4]
- Tantum ergo in F-Dur für Tenor, Bass, zwei Hörner und Orchester, 1864[5]
- Iste confessor, Inno [Hymnus] in F-Dur für zwei Stimmen, 1865[6]
- De profundis in C-Dur für Tenor, Bass, Orgel und Chor, 1865[7]
- Gloria für Tenor, Orgel und Orchester, 1866[8]
- Pange lingua, Inno in e-moll für zwei Stimmen, Chor und Orchester, 1866[9]
- Stabat mater in b-moll für zwei Stimmen, Chor und Orchester, 1866[10]
- Laetatus sum in F-Dur für Tenor, Bass, Orgel und Orchester, 1867[11]
- De profundis in c-moll, 1868[12]
- Dixit dominus in Es-Dur für Tenor Bass und Orchester, 1869[13]
- Lauda jerusalem Dominum in Es-Dur für zwei Tenöre, Bass, Orgel, Chor und Orchester, 1871[14]
- Lauda jerusalem in D-Dur für Tenor, Bass, Orgel solo und Orchester, 1873[15]
- Nisi Dominus in C-Dur für zwei Stimmen, Orgel Chor und Orchester, 1873[16]
- Sanctus ed Agnus Dei in C-Dur für zwei Stimmen und Orchester, 1876[17]
- Dixit dominus in f-moll für Tenor, Bass und Orchester, 1878[18]
- Domine ad adiuvandum in C-Dur für Tenor, Bass und Orchester, 1878[19]
- Beatus vir in f-moll für Tenor Bass, Chor und Orchester, 1878[20]
- Confitebor in D-Dur für Tenor, Bass, zweistimmigen Chor und Orchester, 1878[21]
- Laudate dominum omnes gentes für Tenor, Bass, Chor und Orchester, 1878[22]
- Laudate pueri für Tenor, Bass, Chor und Orchester, 1878[23]
- Magnificat in Es-Dur für Tenor, Bass, Chor und Orchester, 1878[24]
- Sanctus ed Agnus Dei G-Dur für zwei Tenöre, Bass, Orgel, Chor und Orchester, 1881
- Gloria für Tenor, Bass, zweistimmigen Chor und Orchester, 1888[25]
- Beatus vir in F-Dur für Tenor, Bass und Orchester, 1889[26]
- Confitebor, tibi Domine in c-moll für Tenor, Bass und Orchester, 1889[27]
- Litanie für Tenor, Bass, Chor und Orchester, 1915[28]

### Theoretische Lehrwerke
- Breve teoria musicale [Kurze Musiktheorie], in den 1880er Jahren bei Francesco Lucca in Mailand publiziert.[29]

## Digitalisate
1. ↑  Dizionario universale dei musicisti, compilato da Carlo Schmidl als Digitalisat in der Sibley Music Library